# Теодоропулос, Иоаннис
Иоаннис Теодоропулос (греч. Ιωάννης Θεοδωρόπουλος ) — греческий легкоатлет, бронзовый призёр летних Олимпийских игр 1896.
Теодоропулос участвовал только в соревнованиях по прыжку с шестом. Вместе со своим соотечественником Евангелосом Дамаскосом он достиг высоту 2,60 м, и они оба заняли третье место.